# رودی هرینگتون
رودی هرینگتون (انگلیسی: Rowdy Herrington؛ زادهٔ ۱۹۵۱ (۷۳–۷۴ سال)) کارگردان و نویسنده اهل ایالات متحده آمریکا است. از آثار سینمایی‌اش می‌توان فاصله قابل توجه (۱۹۹۳) را نام برد.